# 十六烷二酸
十六烷二酸（英語：hexadecanedioic acid，也称为它普酸）是一种天然的二羧酸，化学式HOOC(CH
2)
14COOH，存在于傘形科的 Thapsia 属中，因而得名。它可由十六酸甲酯的氧化得到。